# Selommes
Selommes is een gemeente in het Franse departement Loir-et-Cher (regio Centre-Val de Loire) en telt 758 inwoners (1999). De plaats maakt deel uit van het arrondissement Vendôme.

## Geografie
De oppervlakte van Selommes bedraagt 28,2 km², de bevolkingsdichtheid is 26,9 inwoners per km².
De onderstaande kaart toont de ligging van Selommes met de belangrijkste infrastructuur en aangrenzende gemeenten.

## Demografie
Onderstaande figuur toont het verloop van het inwonertal (bron: INSEE-tellingen).